# Florina Fernandes
Florina Fernandes, cunoscută ca Fefe, (n. ?) este o prezentatoare de știri de televiziune și actriță română de origine africană după tatăl ei. Fernandes a fost prima apariție exotică din showbiz-ul românesc după Revoluția română din 1989.

## Filmografie
| An   | Titlu             |
| ---- | ----------------- |
| 2005 | La bloc           |
| 2009 | Medalia de onoare |